# Dominik Peter
Dominik Peter (Zurigo, 30 maggio 2001) è un saltatore con gli sci svizzero.

## Biografia
Attivo in gare FIS dal marzo del 2014, Peter ha esordito in Coppa del Mondo il 12 gennaio 2019 in Val di Fiemme (45º); nel 2021 ai Mondiali juniores di Lahti/Vuokatti ha vinto la medaglia di bronzo nel trampolino normale e ai Mondiali di Oberstdorf, sua prima presenza iridata, si è classificato 31º nel trampolino normale, 33º nel trampolino lungo a 7º nella gara a squadre. Ai XXIV Giochi olimpici invernali di Pechino 2022, suo esordio olimpico, si è classificato 35º nel trampolino normale, 36º nel trampolino lungo e 8º nella gara a squadre.

## Palmarès

### Mondiali juniores
- 1 medaglia:
  - 1 bronzo (trampolino normale a Lahti/Vuokatti 2021)

### Coppa del Mondo
- Miglior piazzamento in classifica generale: 45º nel 2023